# Pina Maisano Grassi
Giuseppina Maisano Grassi, dite Pina née le 29 septembre 1928 à Palerme et morte le 7 juin 2016 à Palerme, est une femme politique italienne, sénatrice de la République italienne et militante antimafia.

## Biographie

### Jeunesse et éducation
Pina Maisano Grassi nait à Palerme en 1928. Son père est un ingénieur antimilitariste après avoir vécu la Grande Guerre. Il devient espérantiste pensant qu'une langue commune peut aider les peuples à se comprendre et éviter les guerres. Il entre dans la milice forestière des Madonies. Sa mère est une passionnée de la mer. Ses parents envoient leurs enfants dans une école laïque, et Pina garde le souvenir du pain noir pendant la seconde guerre guerre mondiale, en contraste avec le pain frais de Castelbuono, où sa famille et elle sont évacués en 1940.
Elle entame des études d'architecture à l'université d'architecture de Palerme, ce qui lui permet de comprendre le territoire et ses problématiques. En 1956, elle épouse l'entrepreneur sicilien Libero Grassi qu'elle a d'abord trouvé odieux. C'est l'époque du sac de Palerme, où la ville est reconstruite en favorisant les intérêts d'entreprises mafieuses ce qui conduit à le destruction de nombreux bâtiments historiques.

### Engagement antimafia
Pina refuse de travailler en tant qu'urbaniste pour la mafia. Son mari souhaite reprendre l'entreprise familiale d'ameublement textile de son père. 
Le couple a deux enfants, Alice et Davide et toute la famille partage des valeurs d'éthique et de liberté, même lorsque les conséquences sont extrêmes. 
En 1955, elle participe avec Libero Grassi à la fondation du Parti radical. À la fin des années 1980, elle se rapproche des Verts, dont elle est la porte-parole municipale.

### Carrière en politique
Libero Grassi est assassiné à 7h30 devant chez lui le 29 août 1991. Il s'était rebellé contre les extorsions de Cosa nostra et avoir écrit une lettre ouverte dans Giornale di Sicilia, un quotidien de Palerme, intitulée « Cher extorqueur » pour faire savoir qu'il ne paierait pas le pizzo (qui désigne l'impôt mafieux) à la mafia. Le pizzo sert en général à rétribuer les familles des mafiosis qui sont en prison, et il permet de maintenir le contrôle sur un territoire.
Après la mort de son mari, elle poursuit son combat contre la mafia. Elle accepte de se présenter pour les Verts au Sénat, en 1992, pour la 11e législature et est élue sénatrice aux élections politiques de 1992 à Turin dans la circonscription de Fiat-Mirafiori. On lui propose d'être membre de la commission d'enquête sur la mafia, mais elle préfère s'investir dans la commission des travaux publics car elle est persuadée que c'est dans l'attribution des contrats publics que se trouve la clef de la lutte contre la mafia. Elle prend part également à la commission d'autorisation de procéder à l'enquête sur les affaires de Giulio Andreotti, contribuant par son vote à la poursuite des enquêtes. Après avoir étudié les dossiers de l'affaire elle est convaincue que Giulio Andreotti ne pouvait pas ne pas savoir qu'il avait affaire à la mafia, contrairement à ce qu'il affirmait alors.
Elle devient membre de Laboratorio Zen Insieme, dans le quartier Zen de Palerme, et obtient de l'AMAP (Azienda Municipalizzata Acqua Palermo) et de l'IACP (Istituto Autonomo Case Popolari) un accord par lequel les familles, sur la base d'une demande de contrat d'achat régulier, obtiennent le droit de devenir propriétaires de logements squattés. 

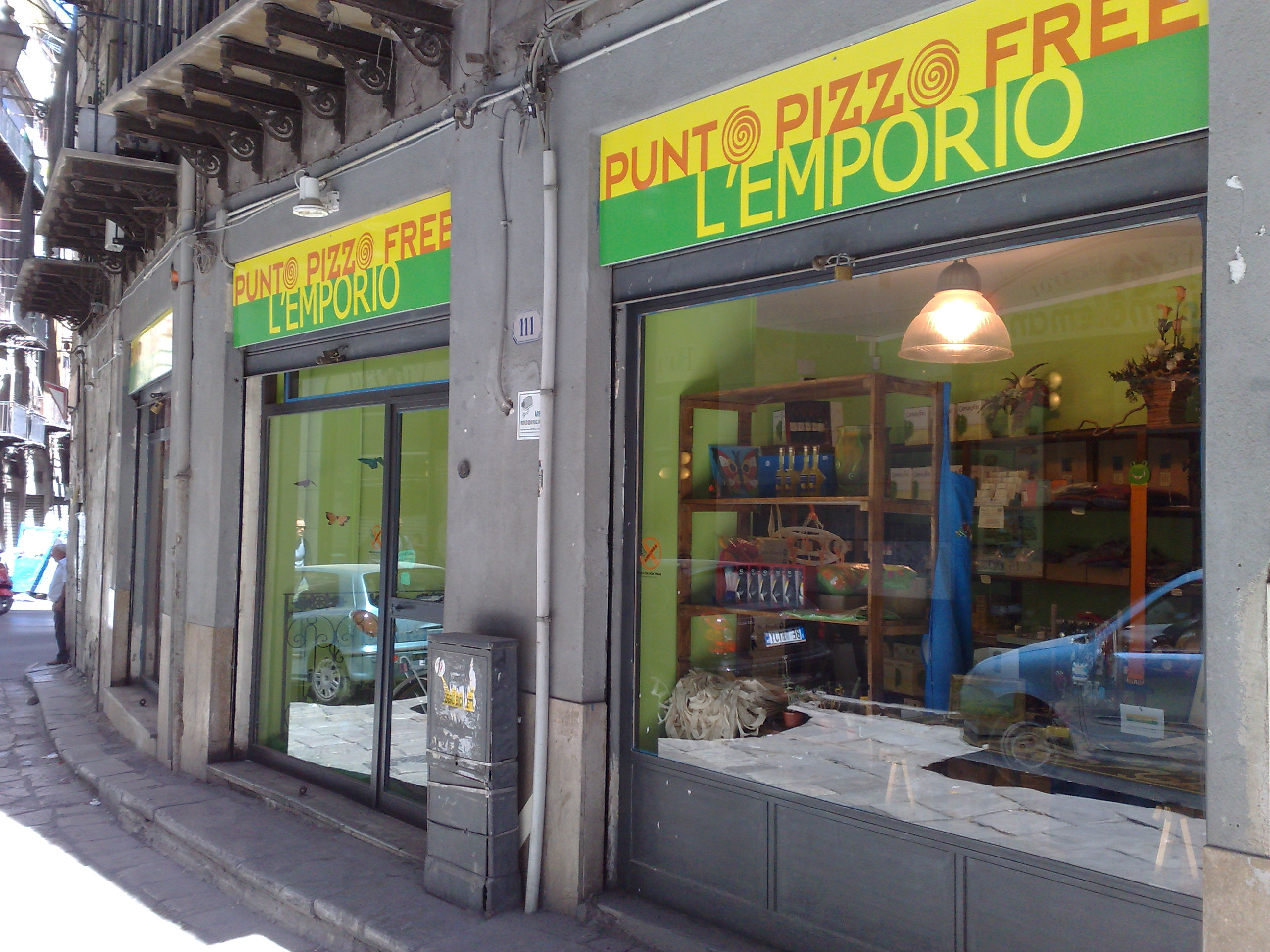
Devanture de magazin adhérant à Addiopizzo.

### Addiopizzo
En 2004, elle devient active dans le mouvement d'Addiopizzo, une association citoyenne créée en 2004 à Palerme pour lutter contre le pizzo, le racket systématique qui est une des bases de l'économie mafieuse,. Elle fait partie de la commission qui filtre l'inscription des commerces et des entreprises sur la liste « sans pizzo ». Elle s'investit aussi dans les projets d'éducation à la légalité dans les écoles.
Elle s'engage également sur le plan social et devient présidente d'honneur de l'association anti-racket LiberoFuturo, du nom de son mari.